# Duc d'albe
En duc d’albe [dyk-dalb] er en kraftig pæl eller et bundt af pæle nedrammet i et havnebassin eller en flod. 
Den bruges blandt andet til fortøjning af skibe, som ikke ligger ved kaj, afspærring af et vandareal eller deviationspæl.
Duc d’alber er opkaldt efter Hertugen af Alba, en spansk hærfører, som i 1570’erne i krigen mod nederlænderne formodes at være den første til at have anvendt denne form for pælekonstruktion.